# Скіфи-кочовики
Скіфи-кочовики (грец. Σκύθαι νέμονται) — етногрупа скіфів, згадана Геродотом у Мельпомені (Історія, IV, 19):Племена Великої Скіфії не мали писемності.Про їхній духовний світ довідуємось зі скіфських прикрас,посуду,а також із розповідей давніх греків.

| 19. НА СХІД ВІД ЦИХ СКІФІВ-ЗЕМЛЕРОБІВ, ЯКЩО ПЕРЕЙТИ РІКУ ПАНТІКАП, У ТІЙ КРАЇНІ МЕШКАЮТЬ КОЧОВИКИ ТАКОЖ СКІФИ, ЯКІ НІЧОГО НЕ СІЮТЬ І НЕ ОБРОБЛЯЮТЬ ЗЕМЛІ. ВСЯ ЦЯ КРАЇНА ПОЗБАВЛЕНА ДЕРЕВ, ЗА ВИНЯТКОМ ГІЛЕЇ. ЦІ КОЧОВИКИ ЖИВУТЬ НА СХІД НА ВІДСТАНІ ЧОТИРНАДЦЯТИ ДНІВ ШЛЯХУ І ДОХОДЯТЬ ДО РІЧКИ ГЕРРА(1).[1][2] |
Існує думка, що Геродот, не розуміючи основ кочового господарювання, штучно виділив скіфів-кочовиків та скіфів-землеробів в окремі групи (докладніше див.: скіфи-землероби).